# Lèpre au Bénin
 (mars 2021).
La lèpre au Bénin, comme dans de nombreux pays africains, est une infection mycobactérienne chronique endémique avec une prévalence de moins d’un cas pour dix mille (10 000) habitants atteignant ainsi le seuil de l’élimination de cette maladie.

## Prévalence
Une étude transversale rétrospective a été menée sur les nouveaux cas de lèpre dans les centres de dépistage et de traitement de la lèpre de 2008 à 2012. Les principaux indicateurs de la lèpre au Bénin ont été calculés selon les recommandations OMS. Les lésions de degré 2 définies, pour les mains et les pieds, par l’existence d’une déformation ou d’un ulcère et pour les yeux par l’existence d’une baisse de l’acuité visuelle telle que le patient ne peut compter les doigts à 6 mètres ont été étudiées. Les données recueillies ont été analysées avec le logiciel EPIINFO.